# Cineplanet
Cineplanet es una cadena peruana de cines propiedad de Intercorp. Fundada en 1998 bajo el nombre de Cineplex, en julio de 2000 cambió de nombre a Cineplanet. 

## Historia

### Inicios
Cineplex inicia sus operaciones en 1998, con la inauguración de la primera multisala en el centro comercial Plaza San Miguel del distrito de San Miguel, en la ciudad de Lima. Dos años después, en el año 2000, fueron inaugurados 2 locales más: Cineplanet Centro (sobre la base del antiguo cine Adán y Eva) y Cineplanet Alcázar en el óvalo Gutiérrez del distrito de Miraflores (sobre el terreno del antiguo cine Alcázar). Fue fundada por tres jóvenes peruanos que regresaron de Estados Unidos al concluir sus estudios en la Wharton University
En 1999, Intercorp (bajo su filial Nexus Group) adquiere Cineplex. Con el tiempo, Cineplanet aumentaría su número de salas en el área metropolitana de Lima. Entre los locales más conocidos se encuentran Cineplanet Risso (Lince), Cineplanet Norte (C.C. Royal Plaza, Independencia) y Cineplanet Primavera (San Borja).

### 2002-2012: Expansión al interior del Perú y llegada a Chile
En 2002, la empresa inaugura un local en la ciudad de Arequipa, en el sur del país, y un año más tarde, en la ciudad de Piura, localizada en la costa norte. A partir de 2006, inició su expansión al nivel nacional, con la apertura de locales en Chiclayo, Trujillo (2007) en lo que fue el antiguo Cine Primavera, y en el centro comercial Real Plaza Trujillo. Además, Cineplanet también inauguró dos complejos más en Lima. 
En mayo de 2005, como parte de su estrategia de expansión regional, Cineplex S.A ingresa al mercado chileno bajo la marca Movieland. En su primera etapa, su puesta en marcha ocurrió en las ciudades de Santiago, Valdivia y Temuco, con la inauguración de 4 complejos. 
En 2008, la cadena de cine aperturó su primer conjunto propio de salas 3D en Perú, en el cine de Alcázar, Lima. Posteriormente, el local ubicado en el Real Plaza Trujillo añadiría a la oferta una nueva sala 3D.

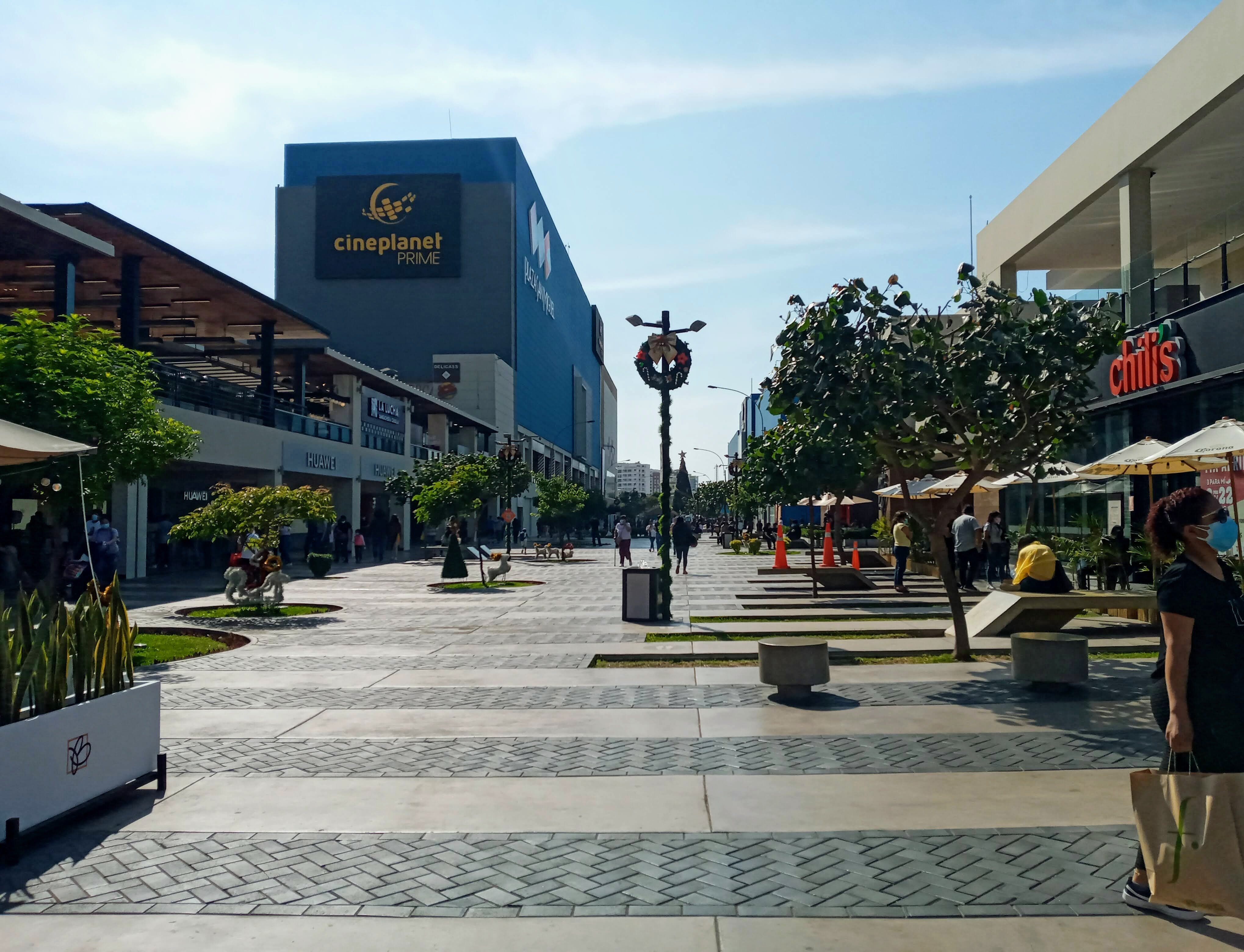
Cineplanet en Plaza San Miguel

A mediados del 2012, inaugura otro complejo en el también inaugurado Mall Costanera Center en Santiago de Chile. Ese mismo año, la empresa es renombrada y relanzada como Cineplanet, unificando la marca entre ambos países. A fines de ese mismo año, se abrió otro complejo, esta vez en la ciudad de Concepción.

### 2013-presente
En 2016, Cineplanet inauguró una nueva sala 3D bajo la marca "Xtreme Laser" ubicada en el centro comercial Mall del Sur. Cuenta con 405 butacas, una gigantesca pantalla de 20 metros de ancho, proyección láser y un sonido envolvente Dolby Atmos, con una inversión de 1 millón de dólares.

## Complejos de cine operados

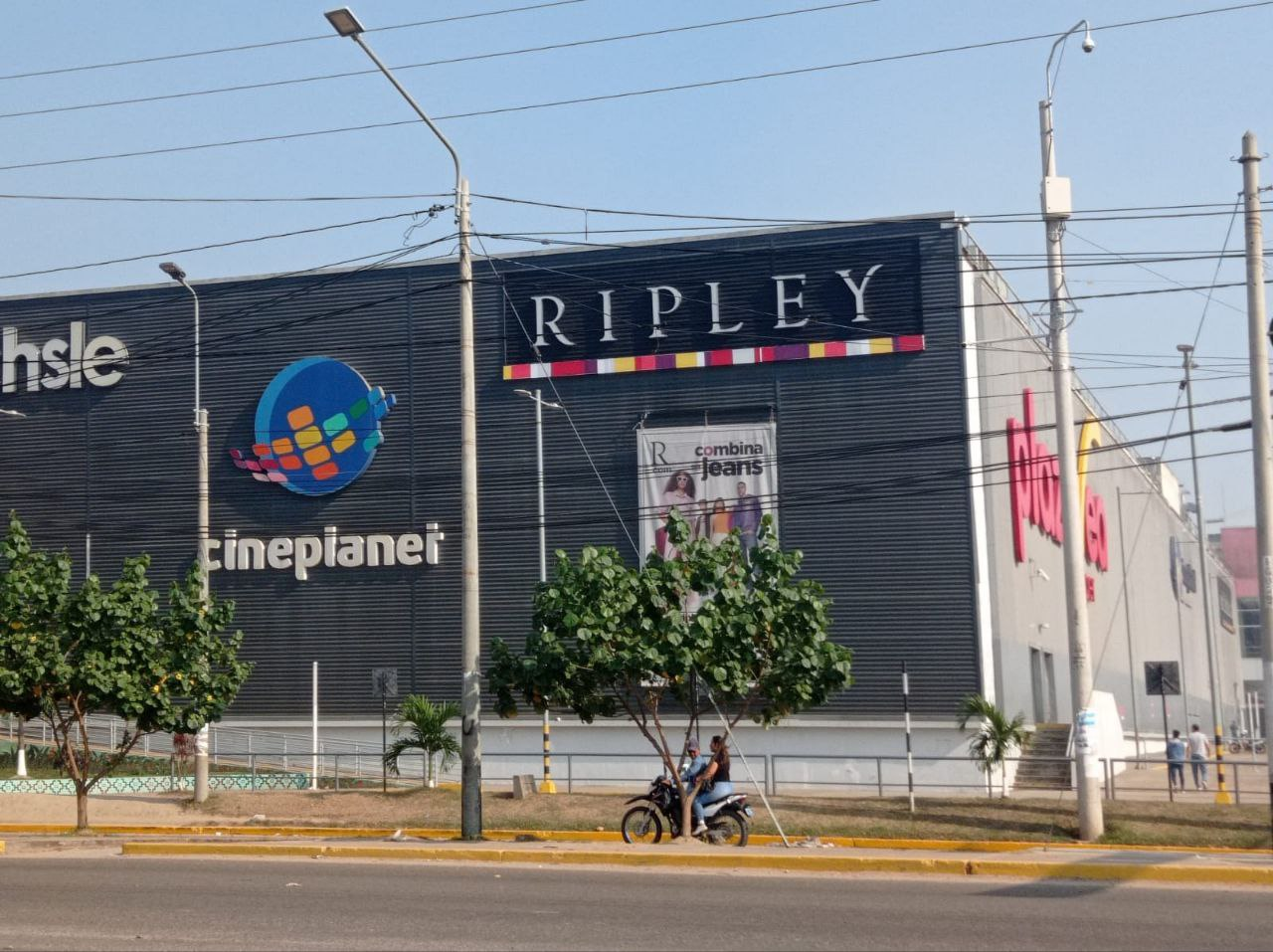
Cineplanet en Real Plaza en Pucallpa

Actualmente, Cineplanet cuenta con locales en:

### Perú
Lima, Callao, Arequipa, Piura, Chiclayo, Trujillo, Huancayo, Juliaca, Tacna, Puno, Huánuco, Cajamarca,  Cusco y Pucallpa.

### Chile
Santiago, Copiapó, Valparaíso, Curicó, Concepción, Temuco y Valdivia.

## Venta de entradas en línea
La cadena cuenta con una página web desde 2012, en donde se pueden realizar compra de entradas. En 2014, renovó su plataforma en línea y lanzó una nueva versión de su aplicación para celulares con la que se puede realizar compras. La anterior versión hasta ese entonces solo poseía contenido informativo.
A principios de 2015, la empresa decidió implementar la plataforma Microsoft Azure para agilizar las transacciones por internet en su sitio web..

## Junta Directiva
- Gerente General: Fernando Soriano[6]
- Gerente Ejecutivo: Eduardo Ponce
- Director Financiero: Maritza Cotos

## Controversias

### Despidos masivos
Durante la crisis por la pandemia de enfermedad por coronavirus de 2020 en Perú, en el primer día del estado de emergencia dictado por el gobierno que ordenó el distanciamiento social de las personas para disminuir la velocidad de la expansión del virus, la empresa fue denunciada por sus trabajadores por realizar despedidos masivos obligando a renunciar a toda su fuerza laboral bajo amenaza de no recibir compensación. Este hecho significó una intervención por parte de la Superintendencia nacional de fiscalización laboral (SUNAFIL) y una posterior anulación de los despidos.